# Amastus maasseni
Amastus maasseni är en fjärilsart som beskrevs av Rothschild 1909. Amastus maasseni ingår i släktet Amastus och familjen björnspinnare. Inga underarter finns listade i Catalogue of Life.